# Vanessa Gray (rugby à XV)
Pour les articles homonymes, voir Gray et Vanessa Gray.
Pas d'image ? Cliquez ici

a Compétitions nationales et continentales officielles uniquement.

b Matchs officiels uniquement.
Vanessa Gray, née le 16 mai 1971, est une joueuse internationale anglaise de rugby à XV occupant le poste de pilier aux Wasps (en).

## Biographie
Elle est vice-championne du monde 2006.

## Palmarès
- Vainqueur du Tournoi des Six Nations en 2007
- Finaliste de la Coupe du monde en 2006

## Statistiques
(Au 15.08.2006)
- 10 sélections en Équipe d'Angleterre féminine de rugby à XV
- participations au Tournoi des Six Nations féminin